# 8e régiment de commandement et de soutien
Le 8e régiment de commandement et de soutien est une unité de commandement française dissoute en 1993.

## Les chefs du 8erRCS
- Lt-Colonel Etienne
- Lt-Colonel Parent
- Lt-Colonel Deschamps
- Lt-Colonel Martin
- Colonel Caby
- Lt-Colonel Mondy
- Colonel Batsele
- Lt-Colonel Vialatte
- Lt-Colonel Lony

## Drapeau
Nom des batailles inscrites sur les plis de son drapeau:
- Espagne 1809-1812
- Grande Guerre 1914-1918

## Insigne
L'insigne du 8e RCS reprend les couleurs symboles de ses quatre escadrons : le gris du Commandement, le vert de la Circulation, le bleu des Transmissions et le grenat du Service de Santé des Armées. Le blason est entouré de la Roue Dentée du Train des Equipages et surmonté de l'Aigle d'Ostérode.

## Historique
Le 8e régiment de commandement et de soutien a été créé le 1er juillet 1979 à Amiens et a été dissous le 31 juillet 1993.